# Федеральний уряд Сомалі
Федеральний уряд Сомалі (сом. Dowladda Federaalka Soomaaliya; араб. حكومة الصومال الاتحادية) — вищий орган виконавчої влади Сомалі.

## Діяльність
Федеральний уряд Сомалі було створено 20 серпня 2012 року, після закінчення дії тимчасового мандата Перехідного федерального уряду Сомалі. Уряд діє на основі Тимчасової Конституції, прийнятої Конституційною Асамблеєю в Могадішо влітку 2012 року.

## Голова уряду
Головою уряду виступає прем'єр-міністр. Чинний прем'єр-міністр обраний 24 грудня 2014 року.
- Прем'єр-міністр — Омар Абдирашид Алі Шармарке (англ. Omar Abdirashid Ali Sharmarke).
- Віце-прем'єр-міністр — Рідван Хірсі Мохамед (англ. Ridwan Hirsi Mohamed).

## Кабінет міністрів
Склад чинного уряду подано станом на 20 квітня 2016 року.
| Логотип | Міністерство                                                | Міністр                                                       | Фото | Час на посаді | Час на посаді | Партія | Партія | Вебсайт |
| ------- | ----------------------------------------------------------- | ------------------------------------------------------------- | ---- | ------------- | ------------- | ------ | ------ | ------- |
|         | Міністерство внутрішніх справ і федералізму                 | Абдурахман Мохамед Хуссейн (Abdurahman Mohamed Hussein)       |      |               |               |        |        |         |
|         | Міністерство енергетики і водних ресурсів                   | Мохамед Хассан Адан (Mohamed Hassan Adan)                     |      |               |               |        |        |         |
|         | Міністерство житлово-комунального господарства та відбудови | Салах Шейх Осман Мусе (Salah Sheikh Osman Muse)               |      |               |               |        |        |         |
|         | Міністерство загальної діяльності та перебудови             | Надіфо Мохамед Осман (Nadifo Mohamed Osman)                   |      |               |               |        |        |         |
|         | Міністерство зв'язку та преси                               | Мохамед Ібрахім Хаджі Адан (Mohamed Ibrahim Haji Adan)        |      |               |               |        |        |         |
|         | Міністерство закордонних справ                              | Абдусалам Омер (Abdusalam Omer)                               |      |               |               |        |        |         |
|         | Міністерство інформації                                     | Мохамед Абді Хайїр (Mohamed Abdi Hayir)                       |      |               |               |        |        |         |
|         | Міністерство конституційних справ                           | Хуссейн Мохамед Шейх (Hussein Mohamed Sheikh)                 |      |               |               |        |        |         |
|         | Міністерство людських ресурсів і праці                      | Абдівелі Ібрахім Муудій (Abdiweli Ibrahim Sheikh Muudeey)     |      |               |               |        |        |         |
|         | Міністерство молоді та спорту                               | Мохамед Абдуллахі Хассан (Mohamed Abdullahi Hassan)           |      |               |               |        |        |         |
|         | Міністерство мінеральних ресурсів і нафти                   | Мохамед Мухтар Ібрахім (Mohamed Mukhtar Ibrahim)              |      |               |               |        |        |         |
|         | Міністерство національної безпеки                           | Абдірізак Омар Мохамед (Abdirizak Omar Mohamed)               |      |               |               |        |        |         |
|         | Міністерство оборони                                        | генерал Абдулкадір Шейх Алі Діні (Abdulkadir Sheikh Ali Dini) |      |               |               |        |        |         |
|         | Міністерство освіти                                         | Хадар Башир Алі (Khadar Bashir Ali)                           |      |               |               |        |        |         |
|         | Міністерство охорони здоров'я                               | Хава Хассан Мохамед (Hawa Hassan Mohamed)                     |      |               |               |        |        |         |
|         | Міністерство планування планування та міжнародної співпраці | Абдірахман Юсуф Алі Айнте (Abdirahman Yousuf Ali Aynte)       |      |               |               |        |        |         |
|         | Міністерство портів та морського транспорту                 | Нур Фарах Херсі (Nur Farah Hersi)                             |      |               |               |        |        |         |
|         | Міністерство риболовлі та морських ресурсів                 | Мохамед Омар Еймой (Mohamed Omar Eymoy)                       |      |               |               |        |        |         |
|         | Міністерство соціальної політики                            | Нуман Шейх Ісамайл (Numan Sheikh Isamail)                     |      |               |               |        |        |         |
|         | Міністерство сільського господарства                        | Ахмед Хассан Габобе (Ahmed Hassan Gabobe)                     |      |               |               |        |        |         |
|         | Міністерство тварин, рослин і пасовищ                       | Салім Аліюв Іброу (Salim Aliyow Ibrow)                        |      |               |               |        |        |         |
|         | Міністерство тваринництва                                   | Сейд Хуссейн Іїд (Said Hussein Iid)                           |      |               |               |        |        |         |
|         | Міністерство телекомунікацій і пошти                        | Гулед Касім (Guled Kasim)                                     |      |               |               |        |        |         |
|         | Міністерство торгівлі та промисловості                      | Адан Мохамед Нуур (Adan Mohamed Nuur)                         |      |               |               |        |        |         |
|         | Міністерство транспорту та авіації                          | Алі Ахмед Джама (Ali Ahmed Jama)                              |      |               |               |        |        |         |
|         | Міністерство у справах жінок та сім'ї                       | Сахра Мохамед Алі Саматар (Sahra Mohamed Ali Samatar)         |      |               |               |        |        |         |
|         | Міністерство у справах релігії                              | Абдулкадір Шейх Алі Ібрахім (Abdulkadir Sheikh Ali Ibrahim)   |      |               |               |        |        |         |
|         | Міністерство фінансів                                       | Мохамед Аден Ібрахім (Mohamed Aden Ibrahim)                   |      |               |               |        |        |         |
|         | Міністерство юстиції                                        | Абдуллахі Ахмед Джама (Abdullahi Ahmed Jama)                  |      |               |               |        |        |         |